# Rafaelia natiuscula
Rafaelia natiuscula är en tvåvingeart som först beskrevs av Guilherme A.M.Lopes 1941.  Rafaelia natiuscula ingår i släktet Rafaelia och familjen köttflugor.
Artens utbredningsområde är Colombia. Inga underarter finns listade i Catalogue of Life.